# 9496 Ockels
9496 Ockels eller 4260 T-1 är en asteroid i huvudbältet som upptäcktes den 26 mars 1971 av den nederländsk-amerikanske astronomen Tom Gehrels och det nederländska astronomparet Ingrid van Houten-Groeneveld och Cornelis Johannes van Houten vid Palomarobservatoriet. Den är uppkallad efter den nederländske astronauten Wubbo Ockels.
Asteroiden har en diameter på ungefär 6 kilometer och den tillhör asteroidgruppen Koronis.